# 穆盧普拉
穆盧普拉（葡萄牙語：Murrupula）是莫桑比克的城鎮，位於該國東北部，由楠普拉省負責管轄，是穆盧普拉區的首府，是前總統阿曼多·格布扎的誕生地。